# Cadillac Cien
O Cadillac Cien é um carro conceptual criado pela Cadillac e apresentado no Salão do Automóvel de Detroit em 2002. Seu nome é uma comemoração de 100 anos de história da Cadilac. É equipado com um motor V12 de 7.5 litros e 760 cv, atingia uma velocidade máxima de aproximadamente 230 mph (370km/h) e  era equipado com tração traseira. Atinge uma aceleração de 0-100km/h em 4,2 segundos com 9000rpm e pesando 1450kg.